# Dussia foxii
Espèce
Statut de conservation UICN

 VU D2 : Vulnérable
Dussia foxii est une espèce de plantes à fleurs de la famille des Fabaceae.

## Publication originale
- Contributions from the United States National Herbarium 32(4): 269, f. 9. 1963.